# Австралийски петнист козодой
Австралийският петнист козодой (Eurostopodus argus) е вид птица от семейство Caprimulgidae.

## Разпространение и местообитание
Разпространен е в Австралия и Индонезия.